# Угонщик самолётов
«Угонщик самолётов» — кинофильм. Экранизация произведения Дэвида Харпера.

## Сюжет
Обезумевший пилот-бомбардировщик, ветеран Вьетнамской войны захватывает «Боинг-707», совершающий рейс из Лос-Анджелеса в Миннеаполис. Его первое требование — взять курс на Анкоридж, Аляска, откуда рукой подать до СССР…

## В ролях
- Чарлтон Хестон
- Иветт Мимо
- Джеймс Бролин
- Джинн Крейн
- Джон Фидлер — Роберт Грэндиг
- Росс Эллиотт — Гарольд Шоу

## Интересные факты
- «Угонщик самолётов» был в числе фильмов, спародированных в ленте «Аэроплан!» 1980 года.